# Jorge Santana
Guillermo 'Jorge' Santana (Autlán, 13 juni 1951 - San Rafael (VS), 14 mei 2020) was een Mexicaans gitarist. Hij was de jongere broer van latin rock-pionier Carlos Santana.

## Biografie
Santana groeide op met twee broers - Carlos en Antonio - en vier zussen. Hij was 12 toen het gezin in 1963 naar San Francisco emigreerde; aangestoken door Carlos begon hij twee jaar later met gitaarspelen. Santana sloot zich eerst bij een bluesband aan, alvorens terecht te komen bij The Malibus, welke al snel werd omgedoopt tot Malo. Nadat (de oorspronkelijke bezetting van) deze latin rock-band in 1974 uiteenviel verhuisde Santana - via een gastoptreden bij een concert van Fania All-Stars in de Madison Square Garden - naar Mill Valley.
Eind jaren 70 verschenen zijn eerste twee solo-albums; Jorge Santana en It's All About Love, geproduceerd door respectievelijk Tony Bongiovi (neef van rockzanger Jon Bon Jovi) en Allen Toussaint. Santana was veelvuldig op tournee, totdat hij in 1982 besloot om even vrijaf te nemen; het werden uiteindelijk zeven rustjaren waarin hij een gezinsleven begon in Walnut Creek en een gewone baan buiten de muziek had.
Vanaf 1989 ging Santana voor zijn broer werken als A&R-manager en mocht af en toe meespelen als gastmuzikant; dit beviel zo goed dat de broers in 1994 het album Brothers uitbrachten met hun neef Carlos Hernandez. Daarna ging Jorge Santana weer optreden met het heropgerichte Malo en begon hij tevens een nieuwe band.
Zijn laatste album werd opgenomen in samenwerking met Marcia Miget.
Jorge Santana overleed 14 mei 2020 plotseling op 68-jarige leeftijd. Hij liet een vrouw, een zoon, een dochter en een kleinzoon na.